# Apletodon
Apletodon – rodzaj ryb z rodziny grotnikowatych (Gobiesocidae).

## Klasyfikacja
Gatunki zaliczane do tego rodzaju:
- Apletodon bacescui
- Apletodon barbatus
- Apletodon dentatus
- Apletodon incognitus
- Apletodon pellegrini
- Apletodon wirtzi